# HFS+
HFS+ nebo HFS Plus (Hierarchical File System) je souborový systém vyvinutý společností Apple Computer. V roce 1998 nahradil původní souborový systém HFS a je součástí operačního systému Mac OS je od verze 8.1. Od roku 2017 jej v nahradil Apple File System (APFS).
Oproti staršímu HFS podporuje mnohem větší soubory (blokové adresy jsou 32bitové namísto 16bitových) a používá kódování Unicode pro pojmenování souborů a složek a využívá 32bitovou alokační tabulku namísto starší 16bitové, což byla slabá stránka HFS, která způsobovala, že nemohlo být alokováno více než 65 536 bloků paměti. S malými disky to byla jen malá obtíž, ale u disků s větší kapacitou to znamenalo, že nejmenší prostor, který mohl soubor obsadit (jeden alokační blok), byl nadměrně veliký. Pro příklad na 1 GB disku je alokační blok pod HFS 16 KB, takže i soubor o velikosti 1 byte zabírá 16 KB místa. Na rozdíl od mnoha jiných souborových systémů HFS Plus podporuje pevné odkazy k adresářům.
Jedná se zároveň o jeden z formátů, který je používaný v přehrávači iPod.
HFS+ je označení používané zejména softwarovými vývojáři, pro uživatele výrobce používá jméno Mac OS Extended.

## Alokační bloky
Svazky HFS Plus jsou rozděleny do sektorů, které mají běžně velikost 512 bytů. Tyto sektory jsou seskupeny do alokačních bloků, kde každý blok obsahuje jeden či více sektorů. Počet alokačních bloků záleží na celkové velikosti svazku. HFS Plus používá 32 bitů pro adresaci alokačních bloků a může tak získat přístup k až 4 294 967 296 alokačním blokům namísto 65 536 , které nabízelo HFS.